# IJsregen

IJsregen is regen die vanuit een hogere luchtlaag is gevallen door luchtlagen die tot onder 0 graden Celsius zijn afgekoeld. De regen bevriest tijdens die val tot kleine ijsbolletjes voor deze de grond bereikt. De korrels zijn meestal 1 tot 5 mm groot. De korrels kunnen bij het neervallen vastvriezen, of wegrollen als bevroren druppels die op hagelkorrels lijken, maar dat niet zijn; echte hagel heeft een gelaagde opbouw en is daardoor sterker. Hagel kan door de meerdere lagen ook veel groter worden dan de bevroren regendruppels van ijsregen. Als de onderkoelde regen pas bevriest als het de grond of vaste voorwerpen raakt dan spreekt men van ijzel.
IJsregen doet zich voor als er warme lucht hoger instroomt dan de koude luchtlaag aan de grond. Dat gebeurt meestal aan het einde van een vorstperiode. Koude lucht is zwaarder dan warmere lucht waardoor het aan het aardoppervlak langer koud blijft.

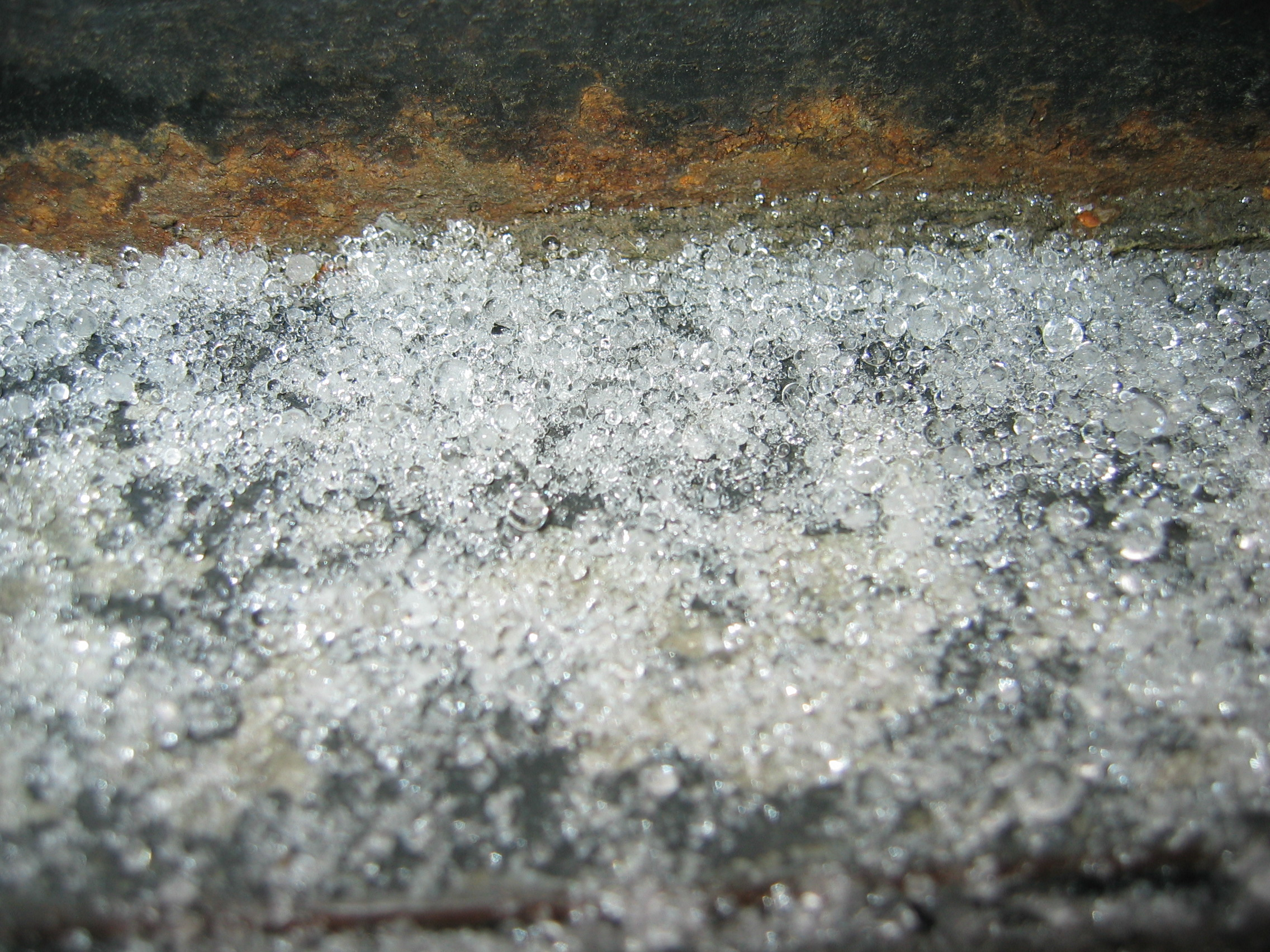
Doorschijnende korrelhagel